# Diognet d'Èritres
Diognet (grec antic: Διόγνητος, llatí: Diognetus) fou un general d'Èritres que va dirigir les forces de la seva ciutat en ajut de Milet a la guerra contra Naxos.
Hom li va donar el comandament d'un fort per controlar Naxos. Es va enamorar de la presonera Polícrita de Naxos i s'hi va casar, però la gent de Naxos es va poder apoderar del fort mercès a l'ajut de la noia, que no obstant va salvar la vida del seu marit, però sembla que després va morir de joia pels honors que els seus conciutadans li van oferir, segons Plutarc. Existeixen altres versions de la història amb lleugeres variants.